# Guiné-Bissau nos Jogos Olímpicos de Verão de 2004
Guiné-Bissau competiu nos Jogos Olímpicos de Verão de 2004, em Atenas, na Grécia.